# Alværn
Alværn est une localité norvégienne de la municipalité de Nesodden, située dans le comté d'Akershus.